# NGC 3135
NGC 3135 (również PGC 29646 lub UGC 5486) – galaktyka spiralna (Sbc), znajdująca się w gwiazdozbiorze Wielkiej Niedźwiedzicy. Odkrył ją John Herschel 19 marca 1828 roku. Jest to galaktyka z aktywnym jądrem typu LINER.